# Plaza Dos de Mayo

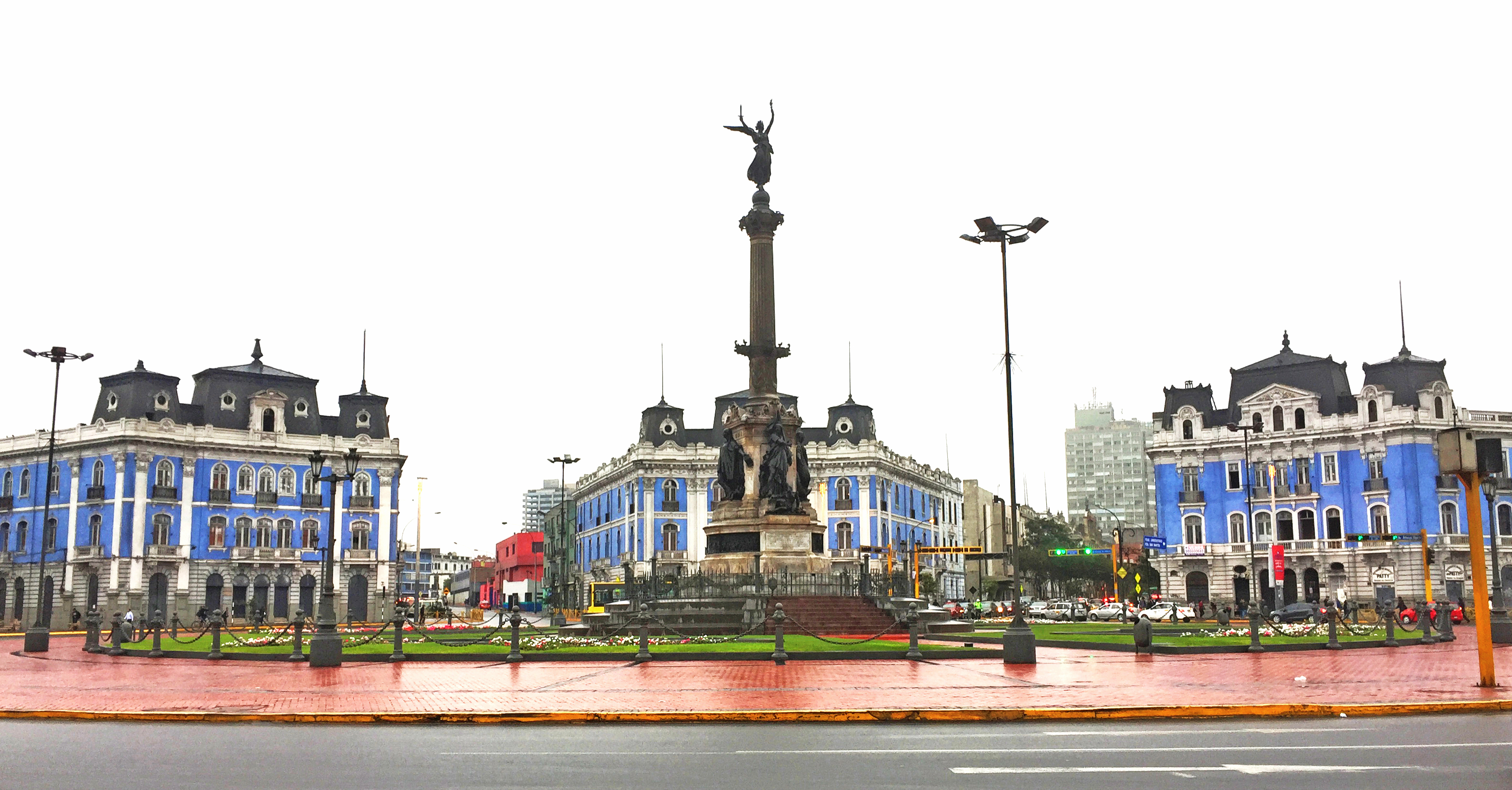
Vedere din Plaza Dos de Mayo

Piața 2 Mai (în spaniolă Plaza Dos de Mayo) este o piață situată în centrul istoric al Limei.
Construcția sa a fost comandată de guvernul peruan în anii 1870 pentru a comemora bătălia de la Callao, care a avut loc la 2 mai 1866. A fost construită peste o piață care a existat anterior cunoscută sub numele de Ovalul Reginei (în spaniolă  Óvalo de la Reina), situată lângă porțile orașului, care de atunci a fost înghițită de extinderea orașului. Piața este dominată de un monument central, construit în Franța și reasamblat în Peru între 1873 și 1874, permițând inaugurarea pieței în iulie 1874. Arhitectul a fost Edmond Guillaume; sculptorul personajului este Nike și a bronzurilor istorice și alegorice a fost Louis-Léon Cugnot.
Mai multe bulevarde importante diverg dinspre piață, inclusiv Alfonso Ugarte, Colmena și Colonial. La sfârșitul secolului al XX-lea, un tunel vehicul a fost construit sub piață, pentru a stopa congestionările de trafic.